# آموزش عالی در ایران

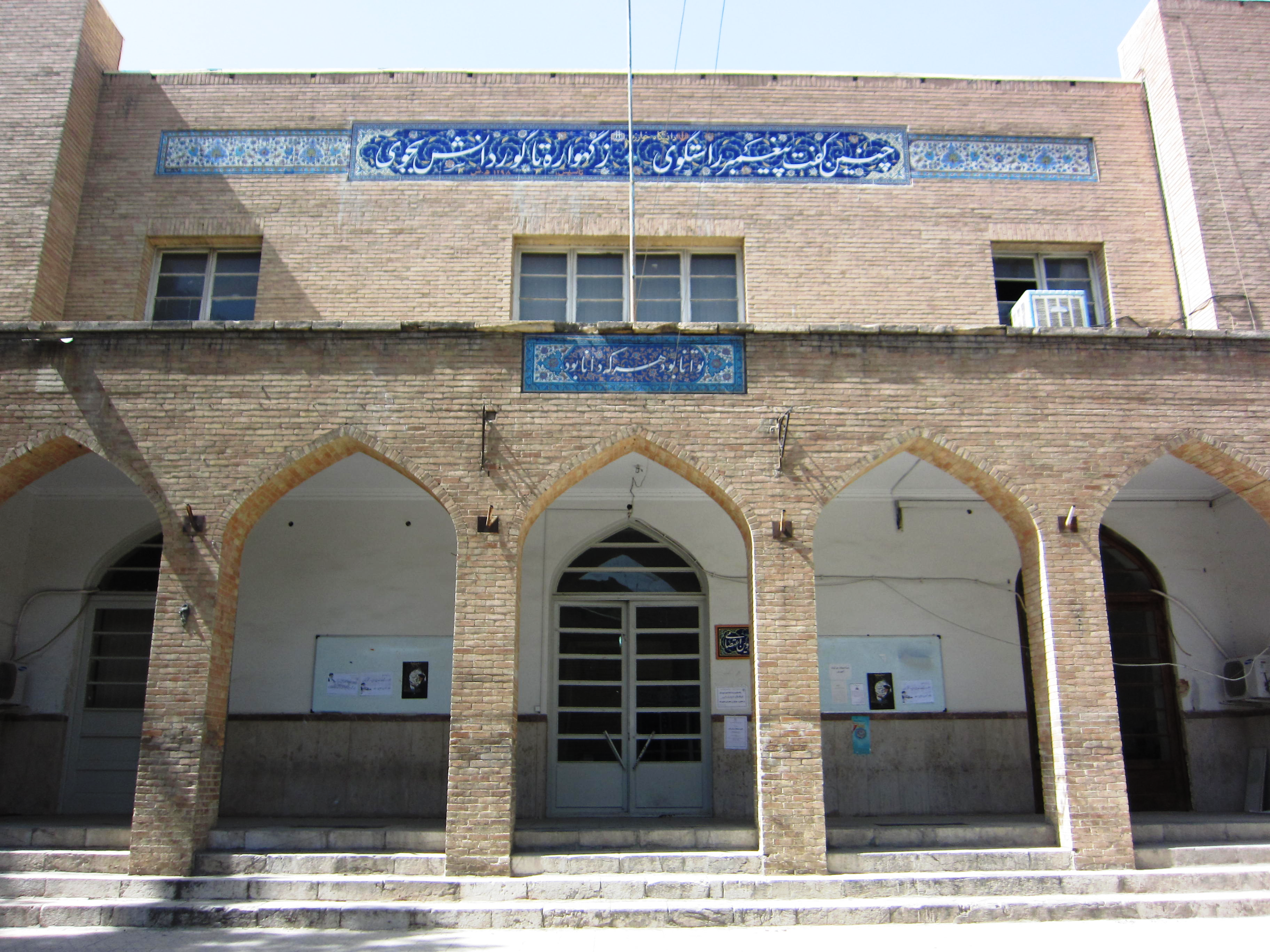
دانشگاه خوارزمی اولین دانشگاه ایران

آموزش عالی در ایران زیر نظر وزارت علوم، تحقیقات و فناوری و وزارت بهداشت، درمان، و آموزش پزشکی (دانشگاه‌های علوم پزشکی) و وزارت آموزش و پرورش (دانشگاه فرهنگیان) اداره و سازمان‌دهی می‌شود.

## تاریخچه علم و فناوری در ایران
علم و فناوری در ایران به‌صورت تاریخی نمود پیدا کرده است. در طول تاریخ، ایران پرورش‌دهندهٔ دانشمندان سرشناسی بوده است که برخی از آنان، در میان دانشمندانی جای گرفتند که با اکتشاف‌های خود، جهان را دگرگون کردند. این کشور، به شکل تاریخی دارای دانشمندان بزرگی در زمینه‌های اخترشناسی، انسان‌شناسی، پزشکی، ریاضیات، شیمی، جانورشناسی، فلسفه طبیعی و فیزیک، تاریخ، جغرافیا، حکمت، فلسفه، الهیات، علوم حکمرانی، فنون تفریحات (مانند شطرنج، شکار و ورزش) و دیگر زمینه‌های علمی بوده است.
دانشمندان و فرزانگانی شامل ارفخشاد، ابراهیم خلیل (از تبار ایرانی)، جاماسب حکیم، هوشتانه (اوستانس)، آرتاخه، بوبارس، دانیال نبی (از فرزانگان حکومتی در عصر هخامنشی)، زرتشت، اریدو پیزیر (سرنگونگر نمرودیان اکد)، هوشنگ و ویگرد حکیم، شهرسپ، اوشنر، آزونکس، پیشگوی پارسی، بزرگمهر (بوذرجمهر)، پاول ایرانی، آذرباد مهراسپندان، فرخ‌مرد بهرامان، آناکارسیس، بهزاد فرخ‌پیروز، مزدک، رامتین، مانی، نکیسا، بامشاد، اندرزگر، دادار دادخت، دانای پارسی، بخت‌آفرید، تئودور نیشابوری، باربد (در موسیقی)، برزویه، سلمان فارسی (در حکمت سیاسی-اجتماعی، نظامی و الهیات)، ابوریحان بیرونی (همه چیزدان)، ابوسعید سجزی (منجم و طبیعی دان)، ابوالوفا محمد بوزجانی، پورسینا (همه چیزدان)، جابر بن حیان، خوارزمی، ابوعبدالله ماهانی (منجم و ریاضی‌دان)، ابومنصور موفق هروی (داروشناس)، ابومسلم خراسانی (در راهبرد و راهکنش نظامی)، برامکه و طاهریان (در علوم دیوان و راهبردشناسی سیاسی-نظامی)، کمال الدین فارسی، قطب الدین شیرازی، خیام، زکریای رازی، ابن خردادبه، ابومعشر بلخی (منجم)، احمد سرخسی، بدیع‌الزمان جزری، خواجه نصیرالدین طوسی، غیاث‌الدین جمشید کاشانی، ابوحنیفه دینوری (همه چیزدان)، فارابی (معلم ثانی و همه چیزدان)، بنوموسی خراسانی، محمد بن جریر طبری (مورخ)، احمد ابن رسته (کاشف و گیتاشناس)، ابوزید بلخی، ابن ماجد (دریانورد و کاشف)، ابوزید سیرافی، سلیمان تاجر، (دریانورد و کاشف)، عبدالقادر مراغه ای (در موسیقی)، صفی الدین ارموی (در موسیقی)، ابوعلی مسکویه، بونصر منصور، حکیم ابوالقاسم فردوسی، ابوطاهر طرسوسی، مولانا جلال الدین رومی، کوشیار گیلانی، اثیرالدین ابهری، زکریای قزوینی، نجم الدین کبری، عطار نیشابوری، عین القضاه همدانی، علی بن ابراهیم قمی، شیخ صدوق، شیخ کلینی، علامه مجلسی، شیخ طبرسی، ابوالحسن اهوازی، میر سید علی همدانی، مختومقلی فراغی، میرداماد، میرفندرسکی، شیخ بهائی (از فرزانگان حکومتی و زیستهٔ اصفهان در عصر صفویه)، ملاصدرا، سعدی و حافظ (در معناپردازی، علوم بیان و علوم ادبی)، شیخ انصاری (در فقه شیعه)، ابوحنیفه (در فقه سنی)، قائم مقام فراهانی و میرزاتقی خان امیرکبیر (در سیاسیات)، ملاهادی سبزواری (در حکمت و فلسفه)، میرزا عبدالغفار نجم‌الدوله (منجم و ریاضی دان در دوره قاجار)، سید روح‌الله موسوی خمینی (نظریه‌پردازی سیاسی، الهیات، فقه شیعه، فلسفه، عرفان و تفسیر)، فرهاد فخرالدینی (در موسیقی)، سید محمد حسین طباطبائی (در فلسفه، عرفان اسلامی و تفسیر قرآن) و سید محمود حسابی (فیزیکدان و همه چیزدان) که از جمله مفاخر علمی تمدن ایران در قبل و بعد از اسلام هستند.
کمال الدین بهزاد، میرعماد حسنی، فریدالدّین جعفر تبریزی، رضا عباسی، آقامیرک، کمال الملک، محمدرضا اصفهانی، معمار حسن قمی، حسین لرزاده، حسین امانت، هوشنگ سیحون، حمید ندیمی، علی نصیریان و محمود فرشچیان، از جمله شناخته شده ترین اساتید فنون نظری و اجرای عملیِ نگارگری، متد آفرینش هنری و هنرهای تجسمی ایرانی بوده اند. همچنین برخی از منابع، ابوالاسود دوئلی (از مخترعین کتابت متقدم کوفی) را نیز ایرانی (و از دیلمیان و یا از ایرانیان بصره) دانسته اند.
در دوران نوین، دانشمندان ایرانی سهم چشمگیری در گسترش دانش داشته‌اند؛ به عنوان نمونه، علی جوان نخستین لیزر گازی را پدیدآورد و لطفی زاده تئوری مجموعه‌های فازی را به جهان معرفی کرد. مریم میرزاخانی، ریاضی‌دان اهل تهران که نخستین زن و نخستین ایرانی برندهٔ مدال فیلدز است، توسط نهاد زنان سازمان ملل متحد در فهرست «۷ زنی که جهان را تغییر دادند» قرار گرفته است. توفیق موسیوند نخستین پمپ قلب مصنوعی را اختراع و توسعه داد و غلامعلی پیمانی مخترع عمل لیزریک. در پیشبرد تحقیقات و درمان دیابت نیز ساموئل رهبر توانست هموگلوبین گلیکوزیله را کشف کند. فیزیک ایران نیز به ویژه در نظریه ریسمان، قوی است و مقاله‌های بسیاری در این کشور منتشر می‌شوند. فرهاد ارباب (با اچ ایندکس بالای ۴۰ در علوم و مهندسی کامپیوتر)، مؤسس زبان برنامه‌نویسی رئو برای سامانه‌های پیشرفته سایبرفیزیکی است. دکتر رضا ملک‌زاده مؤسس مطالعه بزرگ کوهورت گلستان است که بر اساس یافته‌های این مطالعه، برای اولین بار سرطان‌زا بودن تریاک برای مجامع علمی بین‌المللی اثبات شد. طرح مهندسی راکتور برای بازطراحی راکتور اراک در قالب یک راکتور هیبریدی آب سبک-سنگین، توسط دانشمندان هسته ای ایران (به سرپرستی دکتر علی اکبر صالحی) تحسین متخصصان بین‌المللی را در خلال مذاکرات فنی پسابرجام به همراه داشت. هواپیمای جت آموزشی بومی یاسین و هواپیمای بازمهندسی شده باربری سیمرغ، از جمله برجسته‌ترین دستاوردهای فناوران ایران در حوزه هوانوردی بوده است. دکتر کامبیز بدیع و همکاران یک نظریه جدید در زمینه محاسبات شناختی معنایی (برای زبان های طبیعی) ارائه نمودند که مورد توجه محققین بین المللی قرار گرفت.
دانشگاه تهران توانسته است که ربات‌های انسان‌نمای سری سورنا را توسعه دهد و تاکنون چند نسل از آن را رونمایی کرده است. مرکز تحقیقات بیوشیمی و بیوفیزیک دانشگاه تهران نیز دارای کرسی یونسکو در رشتهٔ بیوشیمی است. پژوهشگاه رویان یکی از معتبرترین مراکز خدمات تخصصی و فوق تخصصی در خاورمیانه است و در سال ۱۳۸۵ توانست تولد نخستین گوسفند شبیه‌سازی شده در ایران را رقم بزند.
در رتبه بندی دانشگاه های جهان در علوم میان رشته ‏ای توسط موسسه تایمز (سال 2025)، دانشگاه تهران در رتبه 77 جهان (و رتبه اول ایران) قرار گرفت.
دانشگاه صنعتی شریف به عنوان نمونه و شاخص در زمینه ساخت ماهواره، رایانش با کارایی بالا، نانوفناوری، فناوری‌های تصفیه آب، طراحی و اجرای عمرانی و مکانیکی پروژه‌های نیروگاه‌های آبی، تجهیزات زیرساختی برق قدرت، تجهیزات مخابراتی، مواد زیستی پیشرفته، پروژه رصدخانه ملی، اینترنت اشیاء برای بهره‌وری انرژی، طراحی و ساخت اولین سکوی ملی هوش مصنوعی ایران، وجوه علمی در طراحی و اجرای ابرسازه‌های عمرانی در کشور، مهندسی پروژه برای مگاپروژه‌های ملی، طراحی موتورهای ملی (بنزینی، دیزلی و برقی)، پژوهش‌های میان رشته‌ای برای حکمرانی، میز لرزان برای مطالعات سازه و زلزله، رباتهای اجتماعی و رباتهای شناختی، افزایش بازدهی چاه‌های نفت، افتخارآفرینی در علوم ریاضی، فلسفه علم و فناوری، دانش پلاسما، دانش نجوم، فناوری هسته ای، پیش‌بینی قیمت نفت با هوش مصنوعی، سکوهای فضای مجازی کاربردی و دیگر زمینه‌های فنی و مهندسی، دارای دستاوردهای شناخته شده است. در رتبه بندی موضوعی دانشگاه ها توسط تایمز (اعلام شده در فوریه 2025)، دانشگاه صنعتی شریف در زمینه موضوعی علوم کامپیوتر (و همچنین مهندسی) در رتبه 151 تا 175 ام جهان قرار گرفت که بهترین رتبه کسب شده‏ در بین دانشگاه های ایران در فوریه 2025 در زمینه های موضوعی مختلف بود.
سنت علمی ایران در فلسفه، حکمت و ادبیات توسط استادان و محققین در دانشگاه و حوزه علمیه تداوم دارد که بارزترین مشارکتهای علمی در این زمینه توسط دانشگاه تهران، موسسه پژوهشی حکمت و فلسفه ایران، بنیاد اسراء، مؤسسات آموزشی و پژوهشی قم، پژوهشگاه فرهنگ و اندیشهٔ اسلامی و دانشگاه‏ های شهرهای تهران، قم، مشهد، شهرری و دیگر شهرها و موسسات انجام می پذیرد.
ایران دارای مجموعگانی از زیست بوم های نوآوری و فناوری است. در سال ۲۰۲۵، ایران در شاخص جهانی آمادگی برای فناوری‌های نوظهور در رتبه ۷۲ از میان ۱۶۶ کشور جهان قرار گرفته که نشان‌دهنده رشد مثبت اکوسیستم دانش‌بنیان در ایران است.
ایران در سال 2024، در رتبه 64 گزارش شاخص جهانی نوآوری (از بین 133 اقتصاد جهان) قرار گرفت. در سال 2022 ایران در رتبه 53 قرار گرفت. در سال 2023 ایران رتبه 62 را در گزارش شاخص جهانی نوآوری از بین 132 اقتصاد جهان بدست آورد. در سال 2019، ایران رتبه 61 را (از بین 131 کشور) در گزارش شاخص جهانی نوآوری بدست آورد. تهران در سال 2019 در رتبه 46 در بین 100 شهر نخست نوآور جهان که میزبان خوشه های نوآوری اند قرار گرفت.

## تاریخچه آموزش عالی در ایران
آموزش عالی در ایران به فرم نوین و آکادمیک سابقه یکصد ساله دارد، اما با توجه به پیشینه تاریخی بدوران نظامیه و حتی ساسانی بازمی‌گردد.

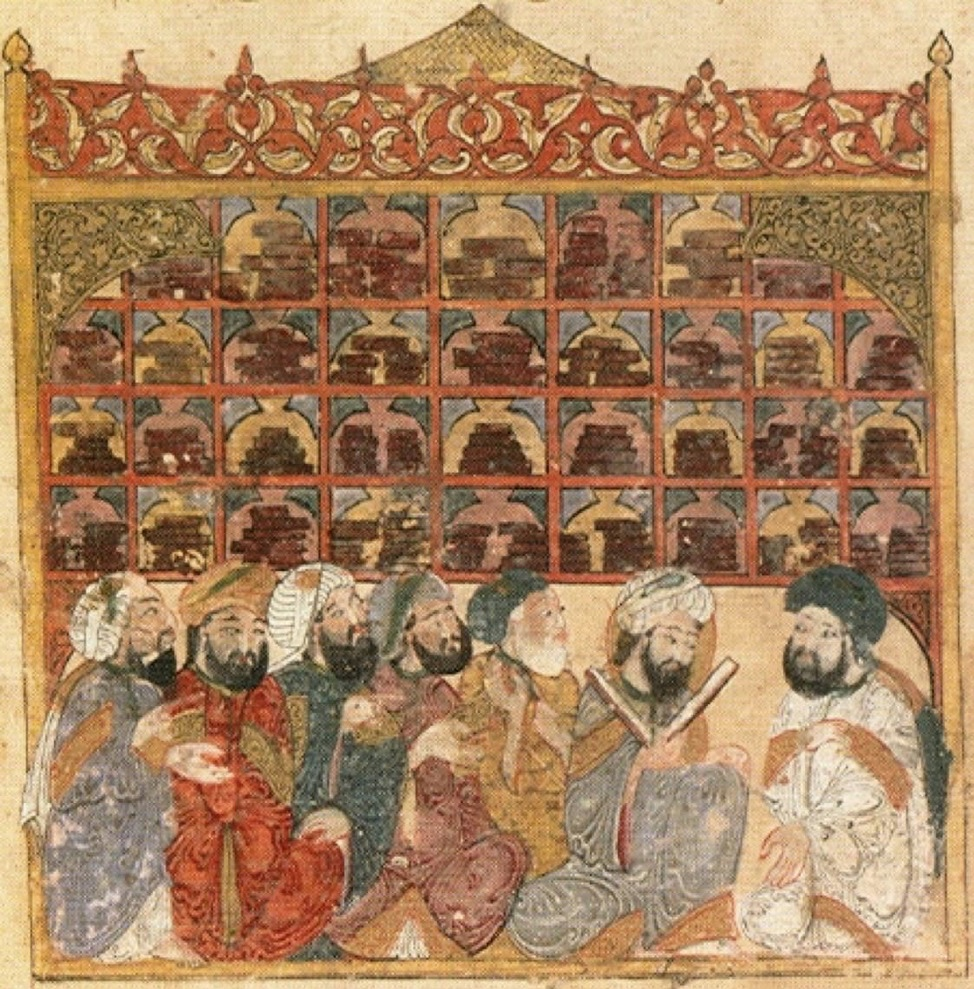
تصویری از یک کتابخانه (توسط یحیی بن واسطی واقع در مقامات حریری) در دوران پیش از حمله مغول.

### پیش از اسلام
امروزه منابع متفرقه‌ای از دوران کهن باقی مانده‌اند که اشاره بر وجود مراکز و نظام‌های آموزش عالی در سرزمین‌های ایران باستان می‌کند. از برجسته‌ترین این مراکز می‌توان نخست فرهنگستان نصیبین زیر نظر دولت ساسانی را نام برد که در آن استادان رانده شده از آتن در حال کنکاش و آموزش مسائل پزشکی و ریاضیات و نجوم بودند.
فرهنگستان گندی شاپور از مراکزی بود که شهرت آن در پزشکی تا به امروز باقیست و در تأسیس مستقیم بیت الحکمه در بغداد طی سال‌های بعد بسیار با اهمیت نمایان گردید. از نمونه‌های دیگر مدارس علوم پیشرفته در ایران باستان می‌توان سارویه و ریشهر (فارس) را نام برد.

### دوران اسلامی
پس از تأسیس بیت الحکمه در دوران خلافت عباسی، آموزش عالی در سرزمین‌های اسلامی رفته رفته وضع فراگیرتری به خود دید تا جایی که مدارس نظامیه در دوران سلجوقی در چندین شهر همانند بغداد، بلخ، نیشابور، هرات، و اصفهان دایر گشتند.
در مراغه نیز خواجه نصیرالدین طوسی پژوهشکده و رصدخانهای بزرگ تأسیس نمود که به روایتی در کتابخانهٔ آن ۴۰٬۰۰۰ کتاب از اقصی نقاط گیتی گردآوری شده بود، و توسط هولاکوخان ایلخانی تأمین مخارج می‌گردید.

### عصر اکتشاف و دارالفنون
در ادامه اداره نهادهای نظامیه جهت آموزش عالی در عصر صفوی مدرّس‌ها یا مدرّسه‌ها و مکتبه‌ها شکل گرفتند. وزیر شخص زیردست شاه بود. رئیس مدرسه عالی، صدر نام داشت به همین جهت امروز به این مدرس‌ها صدریه نیز گفته می‌شود و این الهام‌بخش تأسیس حسینیه‌ها و زینبیه‌ها و مهدیه‌ها نیز بوده است.
«صدر» بالاترین مقام مذهبی در دربار صفوی به‌شمار می‌رفت و با توجه به سیاست مذهبی شاهان صفوی، از احترام و نفوذ زیادی برخوردار بود. کمپفر صدر را به عنوان «رئیس علمای دینی» معرفی می‌کند و می‌گوید او بر تمام مساجد، موقوفات و اماکن متبرکه ریاست فائقه دارد. صدر را از این جهت می‌توان در رأس هرم سازمان اداری مدارس این دوره قرار دارد؛ زیرا یکی از وظایف او انتخاب متولیان و مدرسان مدارسی بود که با موقوفات حکومتی اداره می‌شد. کسی را که در این مدرَس‌ها ادرار (وظیفه، مقرری) داشت را طالب یا طلبه می‌نامیدند. مقام دیگر این مدرَس‌ها شیخ‌الاسلام بود. که بر متعلمین دارای میاومه، مشاهره و مسانهه نظارت داشت. گاهی شاه وقت خود مدرس را تعیین می‌کرد، مانند مدرسة سلطانی، یا چهارباغ، اصفهان که شخص شاه (سلطان حسین) مدرس مدرسه را تعیین می‌کرد.
مدرَس در واقع، رئیس یا مدیر مدرَسه بود که به وسیله بانی یا متولی مدرَسه انتخاب می‌شد. او باید به امور جاری مدرسه، مانند وضعیت طلاب، حجره‌ها و همچنین رفاه و احتیاجات اولیه طلاب، مانند تأمین روشنایی حجره‌ها رسیدگی کند. در مدارسی که با موقوفات شاهی اداره می‌شد، مدرّس از طرف صدر تعیین می‌شد. گزینش رئیس مدرسه کمتر صبغه سیاسی داشت و بیشتر به اقتضای مدارج علمی و فقهی مدرس بود.
دارالفنون نام مؤسسه‌ای بود که در سال ۱۲۳۰ خورشیدی به ابتکار میرزا تقی خان امیرکبیر در زمان ناصرالدین‌شاه قاجار برای آموزش علوم و فنون جدید در تهران تأسیس شد و آن را نخستین دانشگاه مدرن تاریخ ایران می‌دانند.

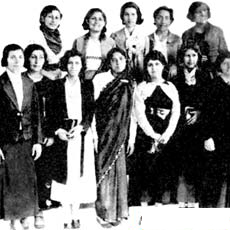
گروه نخست زنانی که وارد دانشگاه شدند. ردیف جلو از راست به چپ: شاهزاده کاوس، شمس الملوک مصاحب، بدرالملوک بامداد، سراج النساء (از هندوستان)، مهرانگیز منوچهریان، زهرا اسکندری، بتول سمیعی‌زاده.

«وزارت علوم» ایران نخستین بار توسط نخست‌وزیر در سال ۱۲۳۴ هجری شمسی تأسیس شد، و علیقلی میرزا اعتضاد السلطنه از سوی ناصرالدین شاه قاجار به سمت وزیری برگزیده شد.
تاریخ آموزش عالی در دوره نوین عموماً با تأسیس دارالفنون آغاز می‌گردد. با این وجود پیش از آن هم فعالیت‌های متعددی برای کسب علوم و تخصص از خارج از کشور وجود داشت. به‌طور نمونه عباس میرزا بود که اول بار تعدادی دانشجوی بورسیه را جهت تحصیلات به فرنگ اعزام داشت. در سال ۱۸۱۱ بود که ایران نخستین دانشجوی خود را به خارج از کشور اعزام کرد. این رقم در سال ۱۹۳۰ میلادی فراتر از ۱۵۰۰ دانشجو بود.
رشته‌هایی که در این زمان در آموزش عالی ایران به تدریج پدید آمدند و نیاز به انجمن علمی مستقل داشتند، عبارت بودند از مدرسه نظام (تأسیس ۱۲۶۴ با بودجه‌ای معادل ۱۰۰۰۰–۱۲۰۰۰ تومان)، مسّاحی یا زمین‌شناسی، فلاحت، پزشکی، طب سنتی، دامپزشکی، دارالمعلمین، مکاسب و متاجر، مدرسه علوم سیاسی، و برای اداره بانوان «مدرسه ناموس». مدرسه علوم سیاسی (تأسیس ۱۲۷۸) که زیر نظر وزارت امور خارجه وقت اداره می‌شد.
از سال ۱۲۹۸ هجری قمری با استقلال مدرسه طب از دارالفنون، به تدریج در طول سال‌های بعد رشته‌های متعددی از آن جدا شدند (مواردی مانند مدرسه عالی فلاحت، مدرسه تجارت، دارالمعلمان عالی و مدرسه دامپزشکی). از سال ۱۳۰۷ اندیشه ایجاد دانشگاه در کشور مطرح شد و از سال ۱۳۱۰ مطالعات اولیه در این زمینه آغاز شد.
در سال ۱۳۱۱ بود که کالج آمریکایی‌ها (که چند سال بعد به دستور رضاخان به دبیرستان البرز تغییر نام و تغییر سطح پیدا کرد) توسط دانشگاه ایالتی نیویورک رسماً پروانه تأیید (منشور) دریافت کرد. خیابان جردن تهران نیز (بلوار آفریقای فعلی) به افتخار همین شخص نام‌گذاری گردید.
زنان ایرانی نخستین بار در سال ۱۳۱۶ در سیستم دانشگاهی ایران پذیرش شدند.

## دوره معاصر

### اولین دانشگاه جامع ایران

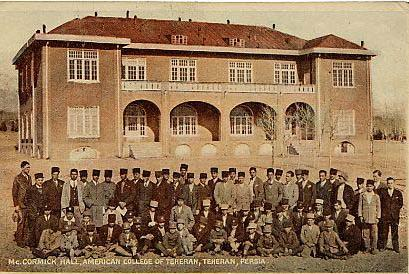
«امریکن کالج تهران» مؤسسه آموزش عالی بود که در ۱۳۰۹ تحت گواهینامهٔ دانشگاه ایالتی نیویورک قرار گرفت.

فکر تأسیس دانشگاه تهران در سال ۱۳۰۵ خورشیدی توسط دکتر سنک نماینده مجلس در مذاکراتی با سید محمد تدین پدیدار شد.
در سال ۱۳۱۰ خورشیدی وزیر دربار وقت، عبدالحسین تیمورتاش، از طرف رضا شاه، دکتر عیسی صدیق (صدیق اعلم) را مأمور کرد تا به ایالات متحده آمریکا سفر کرده و پس از مطالعه در «تأسیسات علمی دنیای جدید»، طرحی برای تأسیس دانشگاه در کشور به دولت تقدیم نماید. طرح دکتر صدیق مورد قبول کفالت وزارت معارف وقت، علی‌اصغر حکمت، قرار گرفت و سر انجام با پیگیری ایشان، دکتر علی‌اصغر حکمت، دکتر محمود حسابی و دیگران، دانشگاه تهران در هشتم خرداد ماه ۱۳۱۳ به تصویب مجلس شورای ملی رسید.
این مؤسسه با ادغام کردن دارالفنون، مدرسه علوم سیاسی، مدرسه طب، مدرسه عالی فلاحت و صنایع روستایی، مدرسه فلاحت مظفری (اولین مدرسه کشاورزی در ایران)، مدرسه صنایع و هنر (تأسیس توسط کمال الملک)، مدرسه عالی معماری، مدرسه عالی حقوق، و چند مرکز آموزش عالی دیگر تهران در پردیسی در جنوب پارک لاله فعلی تهران دایر گشت. این دانشگاه بر اساس موسسات آموزش عالی فرانسه الگوبرداری شد و حتی طراحان ساختمان‌های دانشگاه تهران مهندسین فرانسوی بودند.

### اولین مرکز دانشگاهی ایران
دانشکده مخابرات در سال ۱۳۰۷ هجری یعنی بیشتر از ۹۰ سال پیش در محل فعلی دانشکده مهندسی برق دانشگاه خواجه نصیر در کنار ساختمان‌های وزارت پست تلگراف و تلفن تأسیس شده و در سال ۱۳۱۸ هجری اساس‌نامه آن به تصویب مجلس شورای ملی وقت رسیده است.
این دانشکده قدیمی‌ترین مرکز آموزش دانشگاهی ایران می‌باشد، اما پس از شروع انقلاب فرهنگی در دانشگاه‌ها بنا به تصمیم مدیران وقت وزارت پست و تلگراف و تلفن این دانشگاه در سال ۱۳۵۹ منحل و هسته تشکیل دهنده دانشگاه خواجه نصیر توسی را به وجود آورد، اما بعد از گذشت حدود ۱۰ سال یعنی در سال ۱۳۶۹ جرقه‌های تأسیس مجدد دانشکده در وزارت پست و تلگراف و تلفن زده شد، اما در مدت این ده سال نیز دانشکده در قالب مرکز آموزش مخابرات ایران فعال بود و تعداد زیادی از کارکنان مجموعه وزارت ارتباطات و شرکت‌های زیرمجموعه در آن به تحصیل در رشته‌های دانشگاهی پرداختند.

### آغاز آموزش عالی علوم پزشکی نوین

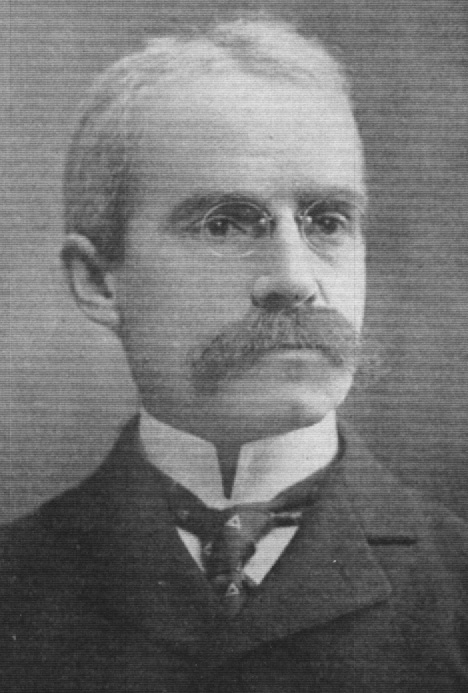
دکتر ژوزف کاکرن آمریکایی: بنیان‌گذار اولین مؤسسه علوم پزشکی نوین در ایران.

در علوم پزشکی مدرسه طب و دارالفنون تهران اولین موسسات آموزش عالی پزشکی ایران تلقی می‌شوند، نخستین مرکز آموزش علوم پزشکی نوین در واقع در سال ۱۲۵۷ و در ارومیه تأسیس گردید. این مؤسسه که توسط دکتر ژوزف کاکرن آمریکایی تأسیس گشت، بین سال‌های ۱۲۵۷ و ۱۲۸۸ در مجموع ۲۶ فارغ‌التحصیل تحویل داد. مظفرالدین‌شاه خود سند فارغ‌التحصیلی برخی از دانش آموختگان را امضاء نمود. دکتر کاکرن و تقریباً تمامی کادر آمریکایی هیئت علمی این مؤسسه در همان ارومیه به خاک سپرده شدند و مؤسسه در نهایت به دانشگاه ارومیه تعلق گرفت.
در پایان دوره رضا شاه فقط یک دانشگاه علوم پزشکی در ایران وجود داشت. در سال ۱۳۲۵ خورشیدی مدرسهٔ عالی در اصفهان و شیراز تأسیس شد و هم‌زمان دومین دانشگاه کشور در تبریز شروع به فعالیت کرد. در سال ۱۳۲۸ خورشیدی، قانون تأسیس دانشگاه در شهرستان‌های اصفهان، شیراز، مشهد و اهواز با اولویت دانشکده‌های پزشکی و کشاورزی تصویب گردید. در این امر پروفسور شارل ابرلن نقش به سزایی ایفا نمود.

### دوران پهلوی
دورة تکوین علم آموزی مدرن در ایران (از ۱۲۸۵ش تا ۱۳۱۳ش). در این دوره مدارس عالی تشکیل شدند و کوششهایی برای قانونمندشدن آموزش عالی جدید صورت پذیرفت. همچنین، بر همکاری بین‌المللی و نیاز به مشارکتِ بخش غیردولتی در آموزش عالی در متن قوانین تأکید شد. تأسیس مراکز تربیت معلم و سایر مراکز آموزش عالی که در آنها معلمان خارجی نیز اشتغال داشتند، به این دوره تعلق دارد.
در سال ۱۳۱۳ دانشگاه تهران به عنوان نخستین دانشگاه تأسیس شد. پس از جنگ جهانی دوم رفته رفته شاه تصمیم به تغییر الگوی موسسات آموزش عالی ایران از سیستم دانشگاهی فرانسه به سیستم‌های آمریکایی گرفت. از این رو بود که از اواخر دهه ۱۹۵۰ میلادی سعی در جلب همکاری دانشگاه‌های آمریکایی نمود. در این میان، به‌دنبال دعوت محمدرضا پهلوی از رئیس دانشگاه پنسیلوانیا به ایران، پس از مذاکراتی چند، دانشگاه شیراز مستقیماً تحت نظر و مدیریت این دانشگاه قرار گرفت تا جایی که روابط علمی و فرهنگی بین این دو دانشگاه از مستحکم‌ترین روابط علمی فرهنگی میان ایران و آمریکا گردید و تا روزهای آخر حکومت شاه ادامه داشت. تدوین بسیاری از دروس، طراحی و توسعه پردیس‌های دانشگاه، تربیت استادان، و بنیان‌گذاری بسیاری از موسسات تحقیقاتی دانشگاه پهلوی همه و همه در اختیار این دانشگاه آیوی لیگ قرار گرفتند.
از نمونه‌های بارز دیگر «دانشگاه صنعتی آریامهر در تهران» (دانشگاه صنعتی شریف فعلی) و «دانشگاه صنعتی آریامهر اصفهان» (دانشگاه صنعتی اصفهان فعلی) بودند که مستقیماً بر اساس الگوی دانشگاه ام آی تی در آمریکا الگوبرداری گردیدند.
دانشگاه فردوسی مشهد نیز از نظر علمی و آکادمیک زیر نظر دانشگاه جرج تاون قرار داشت.
همچنین دانشگاه بوعلی سینا در همدان نیز به کمک فرانسویان، و دانشگاه گیلان زیر نظر مقامات آلمانی تأسیس شدند.
در جمع، دست کم ۵۹ دانشگاه آمریکایی در توسعه و تأسیس آموزش عالی در ایران نقش و فعالیت داشتند.

### انقلاب اسلامی و انقلاب فرهنگی
دوره تعطیل و افت و خیزهای پس از انقلاب در دهه ۱۳۶۰ش. پس از پیروزی انقلاب اسلامی، سرمشق و برنامة توسعة دانشگاه به سبک سکولار و الگوی برگرفته از نوگرایی غربی به هم خورد ولی به‌کارگیری سرمشق و برنامة جایگزین به انجام نرسید و مجادلات ایدئولوژی ـ سیاسی آموزش عالی را با ابتلائات تازه ای روبه رو ساخت. تعطیل دانشگاه و سپس شکل‌گیری نظام متمرکز آموزش عالی و مهاجرت مغزها از آثار این دوره بود. / دهة ۱۳۷۰ش به بعد. دانشگاه ایرانی در این دوره، در کشاکش دیدگاه‌های متعارض سیاسی پس از انقلاب اسلامی با مشکلاتی مواجه بود، لذا بحثهایی همچون استقلال دانشگاه، تمرکززدایی و نیز ارتباط آموزش عالی با جامعه و صنعت مطرح شد. هیئتهای امنا مجدداً در شکل ضعیفی به رسمیت شناخته شدند. گسترش مجدد کمّی آموزش عالی، شروع به کار دانشگاه آزاد اسلامی (به صورت شبه غیردولتی)، دانشگاه پیام نور (تحصیل از راه دور) و تا حدی دانشگاه علمی ـ کاربردی با نرخ رشد پرشتاب و در دامن برنامه‌های سازندگی پس از جنگ، از آثار این دوره اند، اما بیشتر شاخصهای کیفی وضع مطلوبی ندارند و از همه مهم‌تر اینکه به دلیل اختلافات و تنشهای سیاسی در کشور، هنوز خط مشی توسعة دانشگاه در تراز جهانی و تعامل رضایت بخش بین‌المللی ثبات و پایداری مؤثری نیافته است.
انقلاب فرهنگی ایران، به مجموعه‌ای از رویدادهای مرتبط با نظام آموزش عالی در جمهوری اسلامی ایران (به ویژه سال‌های ۱۳۵۹ تا ۱۳۶۲ خورشیدی) گفته می‌شود که با هدف پاک‌سازی استادان و دانشجویانی که از دید حکومت جمهوری اسلامی ایران، «غرب‌زده» به‌شمار می‌رفتند، پا به عرصه وجود گذاشت.
دانشگاه‌ها و موسسات آموزش عالی پس از پیروزی انقلاب اسلامی با همان برنامه‌های آموزشی و درسی قبل از انقلاب فقط با تغییر مدیریت در سطوح مختلف شروع به کار نمودند، که در سال ۱۳۵۹ به دلایل مختلف ارزشی، فرهنگی، اجتماعی، اقتصادی، سیاسی، انقلاب فرهنگی شروع شد، و با فرمان خمینی ستاد انقلاب فرهنگی تشکیل گردید.
این نهاد رسالت امر برنامه‌ریزی رشته‌های مختلف و خط مشی فرهنگی آِینده دانشگاه‌ها را بر اساس فرهنگ اسلامی به صورت متمرکز عهده‌دار شد. از جمله وظایف آن تعیین ضوابط و شرایط تشکیل محل دانشگاه‌ها و دانشکده‌ها و تشکیل رشته بود. ستاد انقلاب فرهنگی در سال ۶۳ ‬به شورای عالی انقلاب فرهنگی تغییر نام داد. که علاوه بر تدوین اصول سیاست فرهنگ نظام جمهوری اسلامی ایران و تعیین اهداف برنامه‌های فرهنگی، آموزشی، پژوهشی و علمی، نظارت و ارزشیابی امور کتاب‌های درسی نیز از جمله وظایف این شورا گردید.
پس از انقلاب اسلامی طی برنامه پنج ساله اول و دوم توسعه اقتصادی، اجتماعی و فرهنگی تعداد دانشگاه‌ها و موسسات آموزش عالی از ۱۰۲ واحد در سال ۱۳۶۷، به ۲۷۰ واحد در سال ۱۳۷۷ افزایش یافت. این توسعه کمی دانشگاه‌ها و موسسات آموزش عالی تاکنون تداوم یافته است و امروزه، بالغ بر ۲۷۰۰ دانشگاه و مرکز آموزش عالی دولتی وجود دارد. دانشگاه آزاد اسلامی هم به عنوان بزرگ‌ترین مرکز آموزش عالی کشور با ایجاد بیش از ۴۰۰ واحد در محروم‌ترین نقاط کشور نقش تعیین‌کننده‌های در توسعه آموزش عالی ایران بعد از انقلاب، داشته است.
بررسی‌ها نشان می‌دهد کل دانشجویان در همه دوره‌های تحصیلی برابر با ۴ میلیون و ۸۳ هزار و ۱۲ نفر است که دوره کارشناسی بیشترین دانشجو را دارد. ۱۳۷ دانشگاه و مرکز آموزش عالی، ۳۲۴ مؤسسه آموزش عالی غیردولتی و ۱۴۹ مؤسسه آموزش عالی آزاد در حال فعالیت هستند؛ بنابراین با حسابی سرانگشتی متوجه رشد ۲۴۲۵ درصدی واحدهای دانشگاهی و ۲۵۵۱ درصدی تعداد دانشجویان در دوران انقلاب اسلامی به نسبت پیش از آن می‌شویم.
مؤسسة بروکینگز در مرداد ۱۳۹۰/ اوت ۲۰۱۱ گزارشی از تحقیق خود دربارهٔ تحولات سالهای ۱۳۸۹ و ۱۳۹۰ش/ ۲۰۱۰ و ۲۰۱۱ در جهان عرب از منظر جمعیت نیرومند جوانان در حال تحصیلات عالی یا متقاضی آموزش عالی منتشر کرد. منطقة عربی خاورمیانه و شمال آفریقا دربردارنده ۶۰٪ گروه‌های سنی زیر ۲۵ سال است. در بسیاری از کشورهای این منطقه، ۳۰٪ جمعیت در سنین ۱۵ تا ۲۹ قرار دارند که خواهان تغییر و تحول در جامعه اند. در این منطقه، با وجود افزایش میزان ثبت نام در آموزش عالی و رشد زنان در آن و افزایش مؤسسات، عملکرد نهادها در حد انتظار دانشجویان و متقاضیان خدمات نیست. میزان بیکاری دانش آموختگان یا اشتغال نامناسب آنها پس از پایان تحصیلات، بسیار زیاد است. اداره دانشگاه‌ها بحث‌انگیز و مناقشه آمیز است و کیفیت آموزش عالی مطلوب نیست و اگر اصلاحات در زمینة سیاست گذاری و نیز تغییر الگوها و بهبود فرایندها به موقع صورت نپذیرد، پیامدهای نامطلوب تری خواهد داشت.

## آمار
آموزش عالی در ایران، شامل آموزش‌های دانشگاهی منتهی به مدارک کاردانی، کارشناسی، کارشناسی ارشد و دکتری است. در ایران، دانشگاه آزاد اسلامی بیشترین تعداد دانشجو را دارد.

### سال ۱۳۹۳
با توجه به آمار ارائه شده در خرداد سال ۱۳۹۳‎:
- حدود ۲۶۰۰ دانشگاه و مؤسسه آموزش عالی[۶۱]
- بیش از ۲٬۱۰۰ رشته تحصیلی
- ۴٫۵ میلیون دانشجو

درصد دانشجو نسبت به مراکز عالی:
- ۳۶٫۹ درصد دانشجوی دانشگاه آزاد
- ۲۵٫۴ درصد دانشجوی دانشگاه پیام نور
- ۱۴٫۱ درصد دانشجوی در دانشگاه دولتی
- ۳٫۵ درصد دانشجوی دانشگاه فنی
- ۱۰ درصد دانشجوی دانشگاه علمی کاربردی
- ۱۰ درصد دانشجوی دانشگاه خصوصی

درصد دانشجو نسبت به مقاطع تحصیلی:
- ۶۶ درصد دانشجوی مقطع کارشناسی
- ۲۳ درصد دانشجوی مقطع کاردانی
- ۱۰ درصد دانشجوی مقطع کارشناسی‌ارشد
- حدود ۱۱ درصد دانشجوی دکترای حرفه‌ای و تخصصی

در ایران به ازای هر سه کارشناس یک فوق دیپلم وجود دارد و این در حالیست که در کشورهای صنعتی و توسعه یافته به ازای هر پنج فوق دیپلم و تکنسین یک کارشناس وجود دارد.

## دستاوردهای نظام آموزش عالی ایران

### جایگاه دانشگاه‌های ایران در رده‌بندی‌های بین‌المللی
رده‌بندی ARWU
دانشگاه تهران در سال ۲۰۱۱ در این فهرست در رتبه ۳۰۱ تا ۴۰۰ قرار دارد.
رده‌بندی THE-QS
دانشگاه‌های تهران و صنعتی شریف در سال ۲۰۰۸ در این رده‌بندی به ترتیب در رتبه‌های ۴۸۵ و ۵۸۶ قرار دارند.
رده‌بندی webometric
در این رده‌بندی در سال ۲۰۲۱ دانشگاه تهران در رتبه ۳۹۶، دانشگاه صنعتی شریف در رتبه ۷۳۳ و دانشگاه فردوسی مشهد در رتبه ۸۷۶ قرار دارند.

### جوایز معتبر علمی و فرهنگی
شیرین عبادی دانش‌آموختهٔ دانشکده حقوق دانشگاه تهران در سال ۲۰۰۳ برنده جایزه صلح نوبل شد و همچنین مریم میرزاخانی دانشجوی رشتهٔ ریاضی دانشگاه صنعتی شریف و دانشگاه هاروارد در سال ۲۰۱۴ مفتخر به کسب مدال فیلدز شد.

## انتقادها
بیش از هشتاد درصد تحقیقاتی که در دانشگاه‌های ایران انجام می‌شود عملاً هیچ کاربردی در بخش صنعت ندارند.
فرهنگ «مدرک شیفتگی» باعث شده که شاهد تبدیل دانشگاه‌ها (اعم از دولتی و آزاد) به «کارخانه‌های ۳شیفته تولید مدرک دانشگاهی» باشیم. نتیجه اینکه ظرف چند سال تعداد مهندسان ایران از آلمان هم بیشتر شد، در حالی که ارزش تولیدات صنعتی ایران حداکثر یک دهم آلمان است.

## فساد تحصیلی و دانشگاهی
دانشگاه‌های علمی کاربردی وابسته به دستگاه‌ها هم وهن آموزش عالی بود هم به نوعی باعث ایجاد فساد در تولید مدرک تحصیلی برای کارمندان دولت صرفاً جهت افزایش حقوق بود که متوقف شده، اما باقی مانده‌ها در حال نظارت بیشتر و تقویت هستند.
داود حسینی، مدرس دانشگاه و پژوهشگر حوزه مطالعات سلامت اداری و مقابله با فساد یادداشتی در روزنامه مردم‌سالاری دربارهٔ مبحث فساد علمی در آموزش عالی دارد: … در یکی- دو دهه اخیر به دلایلی که بحثش را خواهم کرد، روند فساد در دانشگاه‌ها رو به فزونی نهاده است. به ویژه در سال‌های آخر دهه هشتاد شمسی و سال‌های آغازین دهه نود، فساد در آموزش عالی همانند سایر نهادها رو به فزونی نهاد. این فساد را در سه حوزه گونه‌شناسی نموده‌ام.
۱- گونه‌شناسی فساد در چارچوب کنشگران نهاد علم، شامل دانشجو، استاد و کارمند. برخی از اشکال فساد در چارچوب کنش استادان در ارتباط با دانشجویان: به‌طور کلی این تعامل فاسد را می‌توان در سه دسته کلی ۱- فساد در تولیدات مشترک علمی۲- فساد و سوء استفاده اقتصادی ۳- تعاملات اخلاقی فاسد، دسته‌بندی کرد. بسیاری از این ارتباطات فاسد در راستای نوچه پروری، مٌبلغ پروری، بازاریاب آموزشی و پژوهشی، تقویت تیم خودی در مقابل سایر تیم‌ها و … نیز قابل صورتبندی است.
۲- گونه‌شناسی دیگر بر مبنای تعامل فاسد بین نهادها و سازمان‌ها است. از قبیل دریافت امتیازاتی برای اعضاء دانشگاه یا خود دانشگاه از نهادها، سازمان‌ها و شرکت‌ها در قبال ارایه مدرک در دوره‌های آموزشی و …(مدرک فروشی) یا پذیرفتن مدیر آن سازمان برای مقاطع دکتری، یا پذیرفتن به عنوان عضو هیئت علمی/ مدعو و … می‌توان متصور شده و مورد بحث و بررسی قرار داد.
۳- گونه‌شناسی بر مبنای فساد در تولیدات علمی: حداقل در پنج دسته از تولیدات علمی(کتاب، مقالههای منتشره در نشریات، پایان‌نامهها، پژوهش‌ها، و سمینارها و …)، صوری از فساد به اشکال مختلف وجود دارد.

## مراکز
مراکز آموزشی فعال در نظام آموزش عالی ایران عبارتند از:
- بخش دولتی

در حال حاضر علاوه بر دانشگاه‌ها و مراکز آموزش عالی وابسته به وزارتخانه‌های علوم تحقیقات و فناوری و بهداشت، درمان و آموزش پزشکی، مراکز دیگری نیز با کسب مجوز از وزارت علوم، تحقیقات و فناوری دانشجو می‌پذیرند. از جمله این مراکز، دانشگاه فنی و حرفه‌ای و مراکز تربیت معلم وابسته به وزارت آموزش و پرورش و مؤسسات آموزش عالی وابسته به سایر وزارتخانه‌ها مانند: امور خارجه، پست و تلگراف، راه و ترابری و غیره است.
دانشگاه فرهنگیان برای تربیت معلمان و آموزش و بهسازی نیروی انسانی وزارت آموزش و پرورش در ایران است. دانشگاه فنی و حرفه‌ای نیز در خرداد ۱۳۹۰ در طرح انتقال آموزشکده‌های فنی و حرفه‌ای وزارت آموزش پرورش به وزارت علوم، تحقیقات و فناوری تأسیس گردید.
علاوه بر این، دانشگاهی تحت عنوان، دانشگاه جامع علمی کاربردی در سال ۱۳۷۱ به منظور تقویت آموزشهای فنی و حرفه‌ای و تربیت نیروی انسانی ماهر موردنیاز بخش‌های صنعت، معادن، کشاورزی و خدمات تأسیس گردیده است.
- بخش آموزش از راه دور

در حال حاضر دانشگاه پیام نور ارائه دهنده این نوع سامانه آموزشی است.
- بخش غیردولتی

به منظور افزایش مشارکت عمومی در ارائه خدمات آموزش عالی و افزایش روزافزون تقاضای اجتماعی جهت ورود به آموزش عالی در ایران دانشگاه‌ها و مؤسساتی در بخش غیردولتی ایجاد گردیده است که شامل واحدهای دانشگاه آزاد اسلامی و همچنین دانشگاه‌ها و مؤسسات آموزش عالی غیرانتفاعی می‌شود.
حوزه‌های علمیه نیز از جمله نهادهای غیردولتی هستند که در ایران فعالیت کرده و مدارک معادل با مدارک عالی دانشگاهی ارائه می‌دهند.
در ایران، برخلاف کشورهای غربی، مقام ریاست دانشگاه‌ها انتخابی نبوده بلکه انتصابی از سطوح بالاتر است.